# Прокоп'євське
Проко́п'євське (рос. Прокопьевское) — село у складі Шабалінського району Кіровської області, Росія. Входить до складу Гостовського сільського поселення.
Населення становить 76 осіб (2010, 131 у 2002).
Національний склад станом на 2002 рік — росіяни 98 %.